# Strzelno (gmina)
Pour les articles homonymes, voir Strzelno (homonymie).
Strzelno est une gmina mixte du powiat de Mogilno, Couïavie-Poméranie, dans le centre-nord de la Pologne. Son siège est la ville de Strzelno, qui se situe environ 16 km à l'est de Mogilno, 54 km au sud-ouest de Toruń, et 56 km au sud de Bydgoszcz.
La gmina couvre une superficie de 185,28 km2 pour une population de 12 308 habitants.

## Géographie
Outre la ville de Strzelno, la gmina inclut les villages de Bławatki, Bławaty, Bożejewice, Bronisław, Busewo, Ciechrz, Ciencisko, Dąbek, Górki, Jaworowo, Jeziorki, Kijewice, Książ, Kurzebiela, Łąkie, Laskowo, Markowice, Miradz, Mirosławice, Młynice, Młyny, Młyny-Wybudowanie, Niemojewko, Ostrowo, Przedbórz, Rzadkwin, Sławsko Dolne, Starczewo, Stodólno, Stodoły, Strzelno Klasztorne, Strzelno-Wybudowanie, Tomaszewo, Witkowo, Wronowy, Wymysłowice, Żegotki, Ziemowity et Zofijówka. 
La gmina borde les gminy de Inowrocław, Janikowo, Jeziora Wielkie, Kruszwica, Mogilno, Orchowo et Wilczyn.

### Article lié
- Liste des gminy de Couïavie-Poméranie